# Unitat perifèrica d'Evritania
La unitat perifèrica d'Evritania (en grec Nομός Ευρυτανίας) correspon a l'antiga prefectura d'Evritania.